# Mindre inkatangara
Mindre inkatangara (Incaspiza watkinsi) är en fågel i familjen tangaror inom ordningen tättingar.

## Utbredning och systematik
Fågeln förekommer i västra Peru (centrala Marañón-floden). Den behandlas som monotypisk, det vill säga att den inte delas in i några underarter.

### Släktskap
Arterna i Incaspiza behandlades liksom ett antal finkliknande tangaror tidigare som en del av familjen fältsparvar (Emberizidae), då med svenska trivialnamnet inkafinkar. Genetiska studier visar dock att de är en del av familjen tangaror, i en grupp tillsammans med campostangaran (Porphyrospiza caerulescens) samt de tidigare Phrygilus-arterna sorgtangara, koltangara och lärktangara.  

## Status
IUCN kategoriserar arten som sårbar.

## Namn
Fågeln kallades tidigare mindre inkafink, men namnet justerades av BirdLife Sveriges taxonomikommitté 2020 för att bättre återspegla familjetillhörigheten. Dess vetenskapliga artnamn watkinsi hedrar Charles Watkins, en engelsman som samlade in typexemplaret.